# 야만타우산
야만타우산(러시아어: гора Ямантау, 바시키르어: Ямантау)는 러시아 바시코르토스탄 공화국 벨로레츠키군에 위치한 우랄산맥의 산이다. 1,640 미터 (5,380 ft)에 달하며, 남우랄 지역에서 가장 높은 산이며 남우랄 자연보호구역 내에 있다.
미국의 주장에 따르면, 러시아 정부 또는 러시아 연방군에 의해 야만타우 지하에 광대한 비밀 엄폐호 단지가 건설되었다고 한다. 이는 미국 콜로라도주의 샤이엔산 복합체와 유사하다.

## 이름
산의 이름은 "악한 산", "나쁜 산" 또는 "사악한 산"으로 번역되는 현지 바시키르어 야만 타우(Яман тау)에서 유래했다. 이름의 의미는 많은 곰 개체수, 주변의 늪지대와 바위가 많은 경사면 등 산의 많은 불편함에서 비롯되어 그 지역이 문제적인 목축 장소였다는 데서 유래했다고 여겨진다.

## 지리
야만타우에는 큰 야만타우 1,640 미터 (5,380 ft)와 작은 야만타우 1,512 미터 (4,960 ft) 두 개의 산꼭대기가 있다. 두 산꼭대기 모두 넓은 면적과 평탄한 지형을 가진 고원이다.
해발 1,000~1,100m까지는 산비탈이 혼합림으로 덮여 있으며, 일부 지역에는 유목, 간헐적인 고산 초원과 바위 노두가 있다. 해발 1,100m 이상에는 나무나 관목이 없고, 대신 다양한 크기의 암석류가 풀, 꽃, 이끼와 함께 나타나기 시작한다.

## 엄폐호 단지 주장
미국은 야만타우가 코스빈스키산 (북쪽으로 600km)과 함께 대규모 비밀 핵 시설 또는 엄폐호, 또는 둘 다의 본거지라고 주장한다. 소련 붕괴 후, 보리스 옐친 정부 시절인 1990년대 후반까지 미국 인공위성 사진에서 대규모 굴착 프로젝트가 관찰되었다. 소련 시대에는 벨로레츠크-15와 벨로레츠크-16이라는 두 개의 군사 주둔지 그리고 아마도 세 번째 알키노-2가 이 지역에 건설되었다. 이 주둔지들은 1995년 메즈고리예(러시아어: Межгорье)의 폐쇄 도시로 통합되었으며, 각 주둔지는 30,000명의 노동자를 수용하고 대규모 철도 노선에 의해 서비스된다고 한다.
야만타우에 대한 반복적인 미국 질문에 대해 러시아 정부는 광업 부지, 러시아 보물의 저장소, 식량 저장 구역, 핵전쟁 시 지도자들을 위한 엄폐호 등 여러 가지 다른 답변을 내놓았다. 1996년 야만타우에 대한 질문에 러시아 국방부는 "러시아 국방부에는 러시아 안보 강화를 위해 건설 중인 시설이 무엇이든 외신에 알리는 관행이 없다"고 밝혔다. 1997년 미국 의회는 1998년 국방수권법과 관련된 의회 조사 결과에서 미국 관리들이 러시아 외교관들에게 샤이엔산 복합체 견학을 제공했음에도 불구하고 러시아 연방이 산 단지에 대해 "기만 및 부인 정책"을 유지했다고 밝혔다. 이 조사 결과는 "...냉전 이후 미국과 러시아 간의 전략적 동반자 관계의 기반이 되는 전략적 위협 감소, 개방성 및 협력과 일치하지 않는 것으로 보인다"고 언급했다.

## 같이 보기
- 핵벙커버스터
- 레이븐 록 산악 단지
- 샤이엔산 복합체
- 코스빈스키 카멘
- 지하 도시

## 내용주
1. ↑  2020년, 러시아 대통령 특별 프로그램 본부 (GUSP)에서 대통령 엄폐호만을 담당하는 부대인 특수 시설 서비스 (SSO)(러시아어: Служба специальных объектов (ССО))를 수년간 이끌었던 블라디미르 게오르기예프 중장은 GUSP의 "단일 고객 관리부" (러시아어: «Дирекция единого заказчика»)의 수장이 되었다. 그는 SSO와 직접적으로 관련된 GUSP 군사 부대 95006에서 승진하여 그곳으로 왔다.[4]